# HB Køge (kvinder)
 Ikke at forveksle med HB Køge.
HB Køge Kvindeelite eller bare HB Køge er en dansk kvindefodboldklub fra den sjællandske by Køge, der spiller i Elitedivisionen og har hjemmebane på Capelli Sport Stadion med plads til 4.000 tilskuere.
HB Køge blev dansk mester, i sin allerførste sæson i landets bedste kvindelige fodboldrække Elitedivisionen 2020-21  og genvandt mesterskabet allerede året efter i sæsonen 2021-22 efter at være gået ubesejret gennem sæsonen.

## Klubbens historie
HB Køges satsning på pige- og kvindefodbold begyndte som et lokalt fastholdelsesprojekt startet af Søren Østergaard. Igennem en årrække havde de lokale klubber oplevet, at de mest ambitiøse ungdomsspillere meget naturligt søgte til klubber med et mere elitært setup. Kombinationen af lang transporttid, og især flere lektier i forbindelse med overgangen til en ungdomsuddannelse, betød dog ofte, at disse ret dygtige ungdomsspillere valgte at sige farvel til fodbolden – ikke fordi de var trætte af fodbolden, men fordi de havde svært ved at få deres liv til at hænge sammen. Med udgangspunkt i udsagnet ”Man bliver ikke en bedre fodboldspiller af at sidde på motorvejen” samt et ønske om at fastholde flest mulige lokale spillere i fodbolden, besluttede en række ambitiøse lokale klubformænd med Søren Østergaard i spidsen i 2016, sig for at etablere holdsamarbejdet ”HB Køge Pigefodbold”.
Ambitionen i projektet var todelt og blev udtrykt i sætningen ”For de fleste – og de bedste”, som i al sin enkelthed udtrykte en vision om at udvikle et ambitiøst talent-setup, der samtidigt kunne understøtte udviklingen af pigefodbolden i de otte ”moderklubber”. De otte ”moderklubber”, der er en del af projektet, er: Borup Fodbold, Haslev FC, Hellested IF, Herfølge BK, Køge BK, Køge Pige FC, Køge Nord FC og Svogerslev BK. I takt med, at ungdomsholdene spillede sig op i rækkerne, og stadig flere spillere var omkring DBU´s talentudviklingscentre, opstod der en bevidsthed omkring nødvendigheden af at etablere et seniorhold, der kunne danne ramme om spillerne i klubbens fodboldliv som seniorspillere.
Det første seniorhold blev tilmeldt i række 2 i 2017, med Anni Hansen som sportschef. Senere overtog Jonas Nielsen den position og han skulle vise sig at blive en gennemgående personlighed i rejsen fra Serie 1 til Champions League. En ubrudt stribe af oprykninger betød, at holdet i efteråret 2019 kvalificerede sig til at spille i Kvalifikationsligaen i landets bedste kvindelige række Elitedivisionen. I forlængelse af, at seniorholdet havde spillet sig op gennem rækkerne, var der også sket en markant udvikling uden for banen. I 2019 blev der indledt drøftelser med HB Køge omkring et muligt samarbejde, og i februar meldte klubben så ud, at satsede fuldt ud på kvindefodbolden, sidestiller kvinde- og herresenior sportsligt. Så i januar 2020 indgik klubben et samarbejde med Capelli Sport og det amerikanske fodboldakademi Slammers FC. Målet var, at holdet inden for fem år skulle kvalificere sig til UEFA Women's Champions League, og at kvindeafdelingen fik samme vilkår som herreholdet. Man ansatte i den forbindelse den tidligere BSF- og Brøndbytræner Peer Lisdorf som cheftræner for kvindeholdet.
Anføreren Maria Uhre Nielsen, blev den første spiller i klubben, til at underskrive en professionel kontrakt med klubben og dermed den første start på professionel kvindefodbold i Køge.
Klubben fik 2. april 2020 den officielle og endelige bekræftelse fra DBU's Komite for professionel fodbold på, om at deres kvindeelitehold med virkning fra 1. juli 2020 måtte indgå som en del af overbygningen på HB Køge.
Holdet rykkede i juni 2020 op fra Elitedivisionens kvalifikationsrunde, til Gjensidige Kvindeliga. Føromtalte Jonas Nielsen hentede nye udenlandske spillere i form af irsk/Amerikanske Kyra Carusa og amerikanerne Kaylan Marckese, Lauren Sajewich, Maddie Pokorny, Stephanie Ribeiro, Makenzy Doniak og Kelly Fitzgerald. I mange år var det enten Brøndby eller Fortuna Hjørring, der havde vundet mesterskabet, men allerede i debutsæsonen 2021-21 brød HB Køge disse to klubbers dominans, da den sikrede sig mesterskabet i sidste runde med en sejr over Brøndby IF på 3-1. Holdet havde for første gang nogensinde, vundet det danske mesterskab i kvindefodbold - eller nærmere Elitedivisionen 2019-20. Irsk/Amerikaneren Kyra Carusa, blev den samlet officielle topscorer i ligaen i sæsonen, med i alt 18 mål og sammen med amerikaneren Kelly Fitzgerald, kom hun på årets hold i Gjensidige Kvindeligaen. Klubben havde derudover også nået semifinalen i DBUs Landspokalturnering for kvinder i sæsonen 2020-21.
Cheftræneren Peer Lisdorf, der havde været i klubben siden oprykningen, meddelte allerede i april 2021, hans afgang i klubben. Mangeårige U/19-landstræner Søren Randa-Boldt, blev i samme måned præsenteret som ny cheftræner for holdet.
Dermed nåede klubben efter blot ét år, et af målene fra tidligere om at kvalificerer sig til UEFA Women's Champions League inden fem år.
Igen slog Jonas Nielsen til og oprustede i sommeren 2021, med stortalenterne Cornelia Kramer, Cecilie Fløe, Sofie Hornemann og Emma Færge. I klubbens første CL-sæsonen, UEFA Women's Champions League 2021-22, kunne holdet via Danmarks placering på UEFA's koefficientliste kvalificere sig direkte til CL-turneringens runde 2. Der slog man samlet og overbevisende de tjekkiske mestre fra Sparta Prag 3–0, i to opgør. Dermed er holdet pr. efteråret 2021, aktuel i Champions League-gruppespillets gruppe C, med modstandere fra de spanske mestre og forsvarende CL-vindere fra FC Barcelona, engelske bronzevindere fra Arsenal og endnu også de tyske bronzevindere fra Hoffenheim.
Klubben genvandt mesterskabet i 2021/22-sæsonen for anden gang klubbens historie, efter at være gået ubesejret igennem både grundspil og slutspil.

## Resultater
- Elitedivisionen:
  - Vinder (2): 2021, 2022
- DBUs Landspokalturnering:
  - Semifinalist (1): 2021
- UEFA Women's Champions League:
  - Gruppespil (1): 2022

## Spillertruppen
Oversigten er opdateret til og med 20. august 2024
| Nr. | Land    | Position | Spiller                |
| --- | ------- | -------- | ---------------------- |
| 1   | Danmark | MM       | Alberte Vingum         |
| 2   | Danmark | FO       | Maria Uhre Nielsen     |
| 4   | Danmark | FO       | Selma Svendsen         |
| 5   | Holland | FO       | Fleur Huisman          |
| 6   | Holland | MI       | Lisa Stengs            |
| 7   | USA     | MI       | Emma Pelkowski         |
| 8   | Finland | FO       | Linda Nyman            |
| 9   | Danmark | AN       | Rebeka Winther         |
| 10  | USA     | AN       | Olivia Garcia          |
| 12  | Danmark | FO       | Sarah Katrine Thygesen |
| 14  | Finland | MI       | Eevi Sutela            |

| Nr. | Land     | Position | Spiller                |
| --- | -------- | -------- | ---------------------- |
| 16  | Belgien  | MM       | Teagan Fleming-Hübertz |
| 18  | Færøerne | MI       | Anna Brændstrup        |
| 19  | Danmark  | FO       | Signe Markvardsen      |
| 21  | Danmark  | MI       | Vibeke Andersen        |
| 22  | Island   | AN       | Emelia Oskarsdottír    |
| 23  | USA      | AN       | Alexandra Hargrave     |
| 24  | Danmark  | FO       | Silje Simonsen         |
| 25  | Danmark  | AN       | Augusta Callesen       |
| 26  | Danmark  | MI       | Martha Langskov        |
| 27  | Danmark  | MI       | Emilie Luplau          |
| 33  | England  | AN       | Tinaya Alexander       |

### Trænerteam
| Rolle             | Navn                  |
| ----------------- | --------------------- |
| Cheftræner        | Kim Daugaard          |
| Klubdirektør      | Jason Arnold          |
| Holdleder         | Lars Andersen         |
| Målvogtertræner   | Claes de Flon         |
| Transitionstræner | David Lee Rigelsen    |
| Sportsdirektør    | Dennis Bauer          |
| Team Manager      | Thorina-Joy Schroeter |
| Fysisk træner     | Kieran McManus        |
| Fysioterapeut     | Anja Thorsen          |

### Årets spiller
Klubben kårede for første gang officielt årets spiller i klubben i december 2020, som man havde gjort i flere år hos mændene.
| År   | Vinder           |
| ---- | ---------------- |
| 2020 | Kyra Carusa      |
| 2021 | Kelly Fitzgerald |

### Cheftrænere gennem tiden
| Sæson               | Vinder            |
| ------------------- | ----------------- |
| 2018-2019           | Thomas Bo Nielsen |
| 2019-2020           | Jano Nissen       |
| 2019-2020 (foråret) | Jonas Nielsen     |
| 2020-2021           | Peer Lisdorf      |
| 2021-nu             | Søren Randa-Boldt |

## Capelli Sport Stadion
Siden klubben indgik et samarbejde med det amerikanske sportstøjsfirma Capelli Sport og det amerikanske fodboldakademi Slammers FC, skiftede HB Køges hjemmebane navn fra tidligere 'Køge Idrætspark' til nuværende 'Capelli Sport Stadion'. Stadionet har kapacitet til 4.000 tilskuere, hvoraf 1.026 er siddepladser på en tribune på den vestlige langside, en mobiltribune på modsatte langside med 308 pladser samt en mobil endetribune i udebaneafsnittet med 198 siddepladser.
I 2018 renoverede klubben, hele stadionet hvilket betød nedrivning af de gamle faciliteter, i forskellige etaper. I første omgang blev selve banen fjernet, og erstattet med en kunstgræsbane.
Stadionet satte også tilskuerrekord i Elitedivisionen med 1.248 tilskuere, i klubbens sidste og afgørende kamp for at sikre det danske mesterskab, den 5. juni 2021. I 2022 blev tilskuerrekorden udbygget til 2.016 tilskuere da HB Køge hjemme på Capelli Sport Stadion i sæsonens sidste kamp vandt 2-0 over Fortuna Hjørring.
Der er planer om at udbygge stadion med yderligere tribuner rundt om banen i løbet af de kommende år.

## Europæisk deltagelse
| 2021–22 | Runde 2    | AC Sparta Prag  | 1–0 | 2–0 | 3–0 |
| 2021–22 | Gruppespil | 1899 Hoffenheim | 0–5 | 1–2 | 1–7 |
| 2021–22 | Gruppespil | FC Barcelona    | 0–5 | 0–2 | 0–7 |
| 2021–22 | Gruppespil | Arsenal         | 0–3 | 1–5 | 1–8 |

### Oversigt
| UEFA Women's Champions League | 10 | 2 | 1 | 7 | 6 | 25 | −19 | 20,00 | 2 | 1 | 7 | 6 | 25 | −20 | 25,00 |
| Total                         | 10 | 2 | 1 | 7 | 6 | 25 | −19 | 20,00 | 2 | 1 | 7 | 6 | 25 | −20 | 25,00 |

## Trøje- og hovedsponsor
| Periode                 | Trøjesponsor  | Hovedsponsor   |
| ----------------------- | ------------- | -------------- |
| Januar 2020 - Juni 2020 | Capelli Sport | One Decision   |
| Juli 2020-              | Capelli Sport | Spar Nord Bank |